# Prefectura autónoma hani y yi de Honghe
Honghe (en chino, 红河; pinyin, Hónghé, léase Jong-Je) es una prefectura autónoma de la  República Popular China perteneciente a la provincia de Yunnan, situada aproximadamente a 220 km de la capital provincial. Limita, al norte, con Yuxi; al sur, con Vietnam; al oeste, con Pu'er; y, al este, con Wenshan. Su área es de 32 174 km² y su población total para 2020 superó los 4,4 millones habitantes.

## Toponimia
Su nombre deriva del río Hong, Hong (红 rojo) y He (河 río).
Como las otras regiones autónomas, se caracteriza por estar asociada a un grupo étnico minoritario, en este caso, los hani y los yi. 

## Administración
La prefectura de Honghe administra 2 ciudades, 8 condados y 3 condados autónomos:
- ciudad Gejiu (个旧市 );
- ciudad Kaiyuan (开远市);
- condado Mengzi (蒙自县);
- condado Lüchun (绿春县);
- condado Jianshui (建水县);
- condado Shiping (石屏县
- condado Mile (弥勒县);
- condado Luxi (泸西县);
- condado Yuanyang (元阳县);
- condado Honghe (红河县);
- condado autónomo Jinping Miao, Yao y Dai (金平苗族瑶族傣族自治县);
- condado autónomo Hekou Yao (河口瑶族自治县);
- condado autónomo Pingbian Miao 8屏边苗族自治县);

## Clima
El terreno de Honghe es alto en el noroeste y más bajos en el sureste. Las montañas Ailao forman la principal cadena montañosa de la ciudad. Las montañas hacen zig-zag a lo largo de la orilla sur del río Honghe a Vietnam. La ciudad se divide en las regiones norte y sur, divididas por el río Honghe. La zona de montaña constituye 85% del terreno total de Honghe.
La ciudad tiene un clima subtropical, la temperatura media anual es de 15C. La ciudad es soleada y con mucha lluvia. La región sur es más húmedo y más cálido que el norte. La temperatura varía mucho entre el día y la noche.
| Parámetros climáticos promedio de Honghe (1971−2000) | Parámetros climáticos promedio de Honghe (1971−2000) | Parámetros climáticos promedio de Honghe (1971−2000) | Parámetros climáticos promedio de Honghe (1971−2000) | Parámetros climáticos promedio de Honghe (1971−2000) | Parámetros climáticos promedio de Honghe (1971−2000) | Parámetros climáticos promedio de Honghe (1971−2000) | Parámetros climáticos promedio de Honghe (1971−2000) | Parámetros climáticos promedio de Honghe (1971−2000) | Parámetros climáticos promedio de Honghe (1971−2000) | Parámetros climáticos promedio de Honghe (1971−2000) | Parámetros climáticos promedio de Honghe (1971−2000) | Parámetros climáticos promedio de Honghe (1971−2000) | Parámetros climáticos promedio de Honghe (1971−2000) |
| Mes                                                  | Ene.                                                 | Feb.                                                 | Mar.                                                 | Abr.                                                 | May.                                                 | Jun.                                                 | Jul.                                                 | Ago.                                                 | Sep.                                                 | Oct.                                                 | Nov.                                                 | Dic.                                                 | Anual                                                |
| ---------------------------------------------------- | ---------------------------------------------------- | ---------------------------------------------------- | ---------------------------------------------------- | ---------------------------------------------------- | ---------------------------------------------------- | ---------------------------------------------------- | ---------------------------------------------------- | ---------------------------------------------------- | ---------------------------------------------------- | ---------------------------------------------------- | ---------------------------------------------------- | ---------------------------------------------------- | ---------------------------------------------------- |
| Temp. máx. media (°C)                                | 18.9                                                 | 21.2                                                 | 25.3                                                 | 27.9                                                 | 28.4                                                 | 28.1                                                 | 27.5                                                 | 27.4                                                 | 26.4                                                 | 24.1                                                 | 21.1                                                 | 18.6                                                 | 24.6                                                 |
| Temp. mín. media (°C)                                | 7.8                                                  | 9.6                                                  | 12.8                                                 | 16.2                                                 | 18.5                                                 | 19.9                                                 | 19.6                                                 | 18.8                                                 | 17.5                                                 | 15.2                                                 | 11.4                                                 | 7.8                                                  | 14.6                                                 |
| Precipitación total (mm)                             | 14.8                                                 | 19.2                                                 | 26.9                                                 | 46.2                                                 | 96.9                                                 | 109.8                                                | 175.0                                                | 160.2                                                | 100.1                                                | 51.2                                                 | 45.9                                                 | 12.8                                                 | 859.0                                                |
| Días de precipitaciones (≥ 0.1 mm)                   | 4.9                                                  | 5.0                                                  | 6.1                                                  | 10.2                                                 | 14.6                                                 | 16.5                                                 | 20.2                                                 | 20.6                                                 | 16.1                                                 | 11.4                                                 | 7.0                                                  | 3.8                                                  | 136.4                                                |
| Horas de sol                                         | 208.9                                                | 204.9                                                | 230.6                                                | 226.3                                                | 200.2                                                | 138.4                                                | 140.0                                                | 148.9                                                | 149.0                                                | 153.4                                                | 166.0                                                | 194.8                                                | 2161.4                                               |
| Humedad relativa (%)                                 | 70                                                   | 65                                                   | 60                                                   | 62                                                   | 69                                                   | 75                                                   | 79                                                   | 81                                                   | 78                                                   | 76                                                   | 75                                                   | 72                                                   | 71.8                                                 |
| Fuente: China Meteorological Administration          |                                                      |                                                      |                                                      |                                                      |                                                      |                                                      |                                                      |                                                      |                                                      |                                                      |                                                      |                                                      |                                                      |